# 贾姆凯德
贾姆凯德（Jamkhed），是印度马哈拉施特拉邦Ahmadnagar县的一个城镇。总人口27691（2001年）。

## 人口
该地2001年总人口27691人，其中男性14279人，女性13412人；0—6岁人口3849人，其中男2098人，女1751人；识字率69.43%，其中男性为75.87%，女性为62.59%。